# Sophie Edington
Sophie Edington (* 12. Dezember 1984 in Loxton, South Australia) ist eine australische Schwimmerin.
Edingtons Hauptlage ist das Rückenschwimmen. Sie lebt und trainiert in Kingscliff in New South Wales.
2008 nahm sie an den Olympischen Spielen in Peking teil. Dort erreichte Edigton über 100 m Rücken den 13. Platz.